# Премия Левчина
Премия Левчина — премия, присуждаемая за инновации в области криптографии и её применение в реальном мире. Премия была учреждена Максом Левчиным, сооснователем компании PayPal и приверженцем практического использования криптографии в реальном мире, в 2016 году.
Левчин объясняет свою мотивацию по учреждению премии верой в то, что технологические инновации способны повысить уровень цифровой свободы, безопасности и конфиденциальности.
Премия вручается дважды в год. Её лауреатов выбирает комитет исследователей из университетов по всему миру — вручение награды происходит на академической конференции «Real World Crypto», проводимой Международной ассоциацией криптологических исследований (IACR).

## Лауреаты
В следующей таблице перечислены лауреаты премии Левчина:
| Год  | Лауреат(ы)                                                                                           | Вклад |
| ---- | --- | --- |
| 2016 | Филипп Рогауэй                                                                                       | За инновации в области симметричного шифрования и шифрования, сохраняющего формат                                  |
| 2016 | Команда проекта miTLS: Cedric Fournet, Karthikeyan Bhargavan, Alfredo Pironti, and Markulf Kohlweiss | За исследование протокола TLS и разработку проекта miTLS для его дальнейшего улучшения                             |
| 2017 | Йоан Дамен                                                                                           | За разработку AES и SHA-3                                                                                          |
| 2017 | Мокси Марлинспайк и Тревор Перрин                                                                    | За разработку и распространение протокола Signal, используемого для шифрования сообщений в мессенджерах            |
| 2018 | Хьюго Кравчик                                                                                        | За работу над криптографическими системами IPsec, IKE, SSL/TLS, HMAC и HKDF                                        |
| 2018 | Команда OpenSSL                                                                                      | За значительное улучшение качества кода OpenSSL                                                                    |
| 2019 | Михир Белларе                                                                                        | За выдающийся вклад в анализ и разработку криптосистем, включая случайный оракул, HMAC и модели для обмена ключами |
| 2019 | Эрик Рескорла                                                                                        | За вклад в стандартизацию криптографических протоколов и участие в разработке TLS версии 1.3                       |
| 2020 | Ральф Меркл                                                                                          | За фундаментальный вклад в криптографию на публичных ключах, функции хэширования и дерево Меркла                   |
| 2020 | Ван Сяоюнь и Марк Стивенс                                                                            | За работу над устройчивыми к коллизиям хэш-функциям                                                                |
| 2021 | Нил Коблиц and Виктор Миллер                                                                         | За изобритении криптографии на эллиптических кривых                                                                |
| 2021 | Команда проекта Tor                                                                                  | За работу над системами сети Tor                                                                                   |
| 2022 | Дон Копперсмит                                                                                       | За инновации в криптоанализе                                                                                       |
| 2022 | Let's Encrypt                                                                                        | За улучшение экосистемы публичных криптоключей и предоставление бесплатных цифровых сертификатов для всех желающих |
| 2023 | Винсент Рэймен                                                                                       | За соавторство AES                                                                                                 |
| 2023 | Пол Кохер                                                                                            | За исследования атак по сторонним каналам                                                                          |
| 2024 | Анна Лисянская и Ян Камениш                                                                          | За исследование анонимных реквизитов                                                                               |
| 2024 | Эл Каттер, Эмилия Кеспер, Адам Лэнгли и Бен Лори                                                     | За создание и развертывание прозрачности сертификатов                                                              |